# Darb an-Nub
Darb an-Nub (arab. درب النوب) – wieś w Syrii, w muhafazie Aleppo, w dystrykcie Ajn al-Arab. W 2004 roku liczyła 745 mieszkańców.